# 선입 선처리
선입 선처리(先入先處理, First-Come First-Served, 줄여서 FCFS)는 먼저 들어온 업무를 먼저 처리하는 처리 방식을 말한다. 선입선출과 거의 비슷한 뜻으로 혼용되고 있다. 다만, 선입선출은 자료 또는 물건에 대한 성격이 강하고, 선입선처리는 작업에 대한 성격이 강하다.

## 같이 보기
- FCFS 스케줄링
- 대기행렬이론